# HYPER BATTLE'22
HYPER BATTLE'22(ハイパーバトル22)は、新日本プロレスが50周年を記念し主催、開催したプロレス興行。

## 試合結果

### HYPER BATTLE'22
| 第1試合 30分1本勝負                                       |                                                  |                                                            |
| ○邪道 タンガ・ロア タマ・トンガ 棚橋弘至                  | 10分28秒 クロス・フェースオブJADO                | 外道● 高橋裕二郎 チェーズ・オーエンズ バッドラック・ファレ |
| 第2試合 30分1本勝負                                       |                                                  |                                                            |
| ○鷹木信悟 内藤哲也                                        | 9分23秒 MADE IN JAPAN →片エビ固め                | アーロン・ヘナーレ● ウィル・オスプレイ                     |
| 第3試合 60分1本勝負 ■IWGPジュニアタッグ選手権試合         |                                                  |                                                            |
| マスター・ワト ○田口隆祐 (第69代IWGPジュニアタッグ王者組) | 15分13秒 エビ固め                                | エル・ファンタズモ● 石森太二 (挑戦者組)                    |
| ※王者が初防衛に成功。                                     |                                                  |                                                            |
| 第4試合 時間無制限1本勝負 ■『KOPW2022争奪戦』             |                                                  |                                                            |
| ●矢野通 (KOPW2022保持者)                                  | 4分18秒 場外押し出し                             | タイチ○ (挑戦者)                                           |
| ※挑戦者が新保持者となる。                                 |                                                  |                                                            |
| 第5試合 60分1本勝負 ■NEVER無差別級選手権試合              |                                                  |                                                            |
| ●高橋ヒロム (挑戦者)                                      | 15分47秒 EVIL→エビ固め                           | EVIL○ (第35代NEVER無差別級王者)                            |
| ※王者が2度目の防衛に成功。                                |                                                  |                                                            |
| 第6試合 60分1本勝負 ■IWGPタッグ選手権試合                 |                                                  |                                                            |
| ●YOSHI-HASHI 後藤洋央紀 (第92代IWGPタッグ王者組)          | 16分05秒 ツアー・オブ・ジ・アイランド→片エビ固め | グレート-O-カーン ジェフ・コブ○ (挑戦者組)                 |
| ※王者が2度目の防衛に失敗、挑戦者組が新王者組となる。      |                                                  |                                                            |
| 第7試合 60分1本勝負 ■IWGPジュニアヘビー級選手権試合       |                                                  |                                                            |
| ○エル・デスペラード                                       | 20分33秒 ピンチェ・ロコ→体固め                   | SHO●                                                       |
| ※王者が3度目の防衛に成功。                                |                                                  |                                                            |
| 第8試合 60分1本勝負 ■IWGP世界ヘビー級選手権試合           |                                                  |                                                            |
| ○オカダ・カズチカ (第4代IWGP世界ヘビー級王者)             | 28分25秒 レイン・メーカー→片エビ固め             | ザック・セイバーJr.● (挑戦者/NEW JAPAN CUP2022優勝者)      |
| ※王者が3度目の防衛に成功。                                |                                                  |                                                            |